# American Idol (сезон 9)
Девятый сезон музыкального телешоу American Idol проходил с 12 января по 26 мая 2010 года. В жюри сезона входили Саймон Ковелл, Рэнди Джексон и Кара Диогарди. В качестве 4-го судьи в конкурсе была впервые приглашена известная комедийная актриса и телеведущая Эллен Дедженерес, заменившая покинувшую шоу Полу Абдул. Ведущий — Райан Сикрест. Сезон 2010 года стал последним для Саймона Ковелла, который принял решение покинуть шоу. 21 апреля прошла благотворительная акция Idol Gives Back. Ли Дивайз стал победителем, а Кристал Боуерсокс заняла второе место.
Шоу транслировалось на США, Великобританию, Сингапур, Филиппины и Латинскую Америку.

## Начальный этап

### Предварительные прослушивания
- Предварительное прослушивание проходило в июне — июле 2009 года:[1]
- При повторном вызове кандидатов, отобранных в первой фазе, прослушивает панель жюри из 4 судей. Кроме 3 постоянных судей дирекция приглашала на сессии одного приглашённого судью, имя которого указано в таблице.[2][3][4]

| Город                        | 1-й этап                     | Место проведения             | 2-й этап                     | Приглашённый судья               | Отобрано в Голливуд |
| Бостон                       | 14 июня 2009                 | Gillette Stadium             | 13 и 14 августа 2009         | Виктория Бекхэм                  | 32                  |
| Атланта                      | 18 июня 2009                 | Georgia Dome                 | 16 и 17 августа 2009         | Мэри Джей Блайдж                 | 25                  |
| Чикаго                       | 22 июня 2009                 | United Center                | 30 и 31 августа 2009         | Шанайя Твейн                     | 13                  |
| Даллас                       | 26 июня 2009                 | Cowboys Stadium              | 24 и 25 августа 2009         | Джо Джонас (24), Нил Харрис (25) | 31                  |
| Лос-Анджелес                 | 30 июня 2009                 | Роуз Боул                    | 3 и 4 сентября 2009          | Кэти Перри (3), Аврил Лавин (4)  | 22                  |
| Орландо                      | 9 июля 2009                  | Amway Arena                  | 28 августа 2009              | Кристин Ченовет                  | 31                  |
| Денвер                       | 14 июля 2009                 | Invesco Field                | 5 августа 2009               | Виктория Бекхэм                  | 26                  |
| Всего приглашений в Голливуд | Всего приглашений в Голливуд | Всего приглашений в Голливуд | Всего приглашений в Голливуд | Всего приглашений в Голливуд     | 180                 |

- По правилам конкурсанты должны быть от 16 до 28 лет на 12 июня 2009 года и иметь право работы в США.

### Голливудская неделя
Следующий этап отбора проводился в Театре Кодак, где Эллен Дедженерес впервые появилась в качестве судьи. Всего участвовало 172 кандидата в пении соло с возможностью играть на музыкальном инструменте. После отсева осталось 95 кандидатов. Следующий этап состоял в исполнении песни в группе. После отсева 71 конкурсант прошёл на следующий этап, который вновь состоял в соло-вокале. Из оставшихся 46 конкурсантов жюри после внутреннего обсуждения отобрало 24 участника, вышедших в полуфинал.

## Полуфинал
| Участница                            | День рождения    | Возраст | Откуда                  | Отсеена       |
| Диди Бенами (Didi Benami)            | 25 октября 1986  | 23      | Голливуд (Калифорния)   | вышла в финал |
| Кристал Бауерсокс (Crystal Bowersox) | 4 августа 1985   | 24      | Оттава (округ, Огайо)   | вышла в финал |
| Лейси Браун (Lacey Brown)            | 13 августа 1985  | 24      | Амарилло (Техас)        | вышла в финал |
| Шивон Магну (Siobhan Magnu)          | 15 марта 1990    | 20      | Кейп-Код (Массачусетс)  | вышла в финал |
| Пейдж Майлз (Paige Miles)            | 26 сентября 1985 | 24      | Нейплс (Флорида)        | вышла в финал |
| Кэти Стивенс (Katie Stevens)         | 8 декабря 1992   | 17      | Миддлбери (Коннектикут) | вышла в финал |
| Лилли Скот (Lilly Scott)             | 16 мая 1989      | 20      | Литтлтон (Колорадо)     | 11 марта      |
| Кэтлин Эпперли (Katelyn Epperly)     | 21 марта 1990    | 19      | Вест-Де-Мойнс (Айова)   | 11 марта      |
| Хели Вог (Haeley Vaughn)             | 5 июня 1993      | 16      | Форт-Коллинз (Колорадо) | 4 марта       |
| Мишель Деламор (Michelle Delamor)    | 31 декабря 1987  | 22      | Майами (Флорида)        | 4 марта       |
| Эшли Родригес (Ashley Rodriguez)     | 4 ноября 1987    | 22      | Бостон (Массачусетс)    | 25 февраля    |
| Дженелл Уилер (Janell Wheeler)       | 8 мая 1985       | 24      | Орландо (Флорида)       | 25 февраля    |

| Участник                           | День рождения     | Возраст | Откуда                         | Отсеен        |
| Ли Девайз (Lee Dewyze)             | 2 апреля 1986     | 23      | Маунт-Проспект (Иллинойс)      | вышел в финал |
| Эндрю Гарсиа (Andrew Garcia)       | 8 октября 1985    | 24      | Морено-Вали (Калифорния)       | вышел в финал |
| Кэйзи Джеймс (Casey James)         | 1 января 1983     | 27      | Форт-Уэрт (Техас)              | вышел в финал |
| Аарон Келли (Aaron Kelly)          | 2 апреля 1993     | 16      | Салливан (округ, Пенсильвания) | вышел в финал |
| Майкл Линч (Michael Lynche)        | 31 мая 1983       | 26      | Сент-Питерсберг (Флорида)      | вышел в финал |
| Тим Урбан (Tim Urban)              | 1 мая 1989        | 20      | Данкэнвил (Техас)              | вышел в финал |
| Алекс Ламберт (Alex Lambert)       | December 10, 1990 | 19      | Норт-Ричленд-Хиллз (Техас)     | 11 марта      |
| Тодрик Холл (Todrick Hall)         | 4 апреля 1985     | 24      | Арлингтон (Техас)              | 11 марта      |
| Джермен Селлерс (Jermaine Sellers) | 9 февраля 1983    | 27      | Джолит (Иллинойс)              | 4 марта       |
| Джон Парк (John Park)              | 10 мая 1988       | 21      | Нортбрук (Иллинойс)            | 4 марта       |
| Тайлер Грейди (Tyler Grady)        | 26 октября 1989   | 20      | Назарет (Пенсильвания)         | 25 февраля    |
| Джо Мунос (Joe Muñoz)              | 23 августа 1989   | 20      | Хантигтон-Парк (Калифорния)    | 25 февраля    |

## Приглашённые исполнители
| Неделя | Исполнитель     | Песня                          | Примечания                                                                         |
| Топ 24 | Эллисон Ираэта  | «Scars»                        |                                                                                    |
| Топ 24 | Крис Аллен      | «Let It Be»                    | Благотворительное исполнение для фонда ООН в помощь жертвам землетрясения на Гаити |
| Топ 20 | Дэнни Гоуки     | «My Best Days Are Ahead of Me» | -                                                                                  |
| Топ 16 | Мэтт Гирод      | «Tell Her About It»            |                                                                                    |
| Топ 16 | Скотт МакИнтайр | «Tell Her About It»            |                                                                                    |
| Топ 12 | Дэвид Кук       | «Jumpin' Jack Flash»           | -                                                                                  |
| Топ 12 | Орианти         | «According to You»             | -                                                                                  |
| Топ 12 | Кеша Роуз       | «Blah Blah Blah»               | -                                                                                  |
| Топ 9  | Адам Ламберт    | «Whataya want from me»         | -                                                                                  |